# Hor-Kloster
| Tibetische Bezeichnung          |
| ------------------------------- |
| Wylie-Transliteration: hor dgon |
| Chinesische Bezeichnung         |
| Vereinfacht: 和日寺             |
| Pinyin:Heri Si                  |

Das Hor-Kloster (tib. hor dgon) oder Hor Gön Thegchog Trashiling (tib. hor dgon theg mchog bkra shis gling), Hor Gönpa, Hor Gompa, Hor Gonpa (hor dgon pa) bzw. Tertön Chögar Gönpa (gter ston mchod gar dgon pa) usw. ist ein Kloster der Nyingma-Schule des tibetischen Buddhismus im Ort Hor des Kreises Zêkog im Osten der chinesischen Provinz Qinghai, der zum Verwaltungsgebiet des Autonomen Bezirks Huangnan der Tibeter gehört. Das Kloster wurde 1831 gegründet.
Das Kloster ist berühmt für seine 200 m lange Manistein-Mauer. Seine Steinschnitzereien (Zeku Heri si shike) stehen auf der Liste des Immateriellen Kulturerbe der Volksrepublik China (VII-56).